# Piotr Szymanek (scenarzysta)
Piotr Gerard Szymanek (ur. 28 sierpnia 1984 w Sosnowcu) – polski scenarzysta filmów i seriali fabularnych.

## Życiorys
Ukończył Państwową Wyższą Szkołę Filmową w Łodzi – kierunek scenariopisarstwo. Był uczestnikiem kursu reżyserskiego w Mistrzowskiej Szkole Reżyserii Filmowej Andrzeja Wajdy. W 2019 roku odbył kurs SeriesLab w ramach TorinoFilmLab. Między 2016 a 2019 – był headwriterem jednego z najbardziej znanych polskich seriali Wataha (The Pack) dla HBO Europe. Przewodził grupie scenarzystów i był współautorem większości wyemitowanych odcinków. Wataha zdobyła wiele nagród, m.in. Nagrodę Orzeł 2017 oraz 2019 – dla najlepszego polskiego serialu. Jest jednym z założycieli Gildii Scenarzystów Polskich – a od września 2019 roku sprawuje funkcję członka Zarządu ww. związku.